# Rudolf Massini der Jüngere

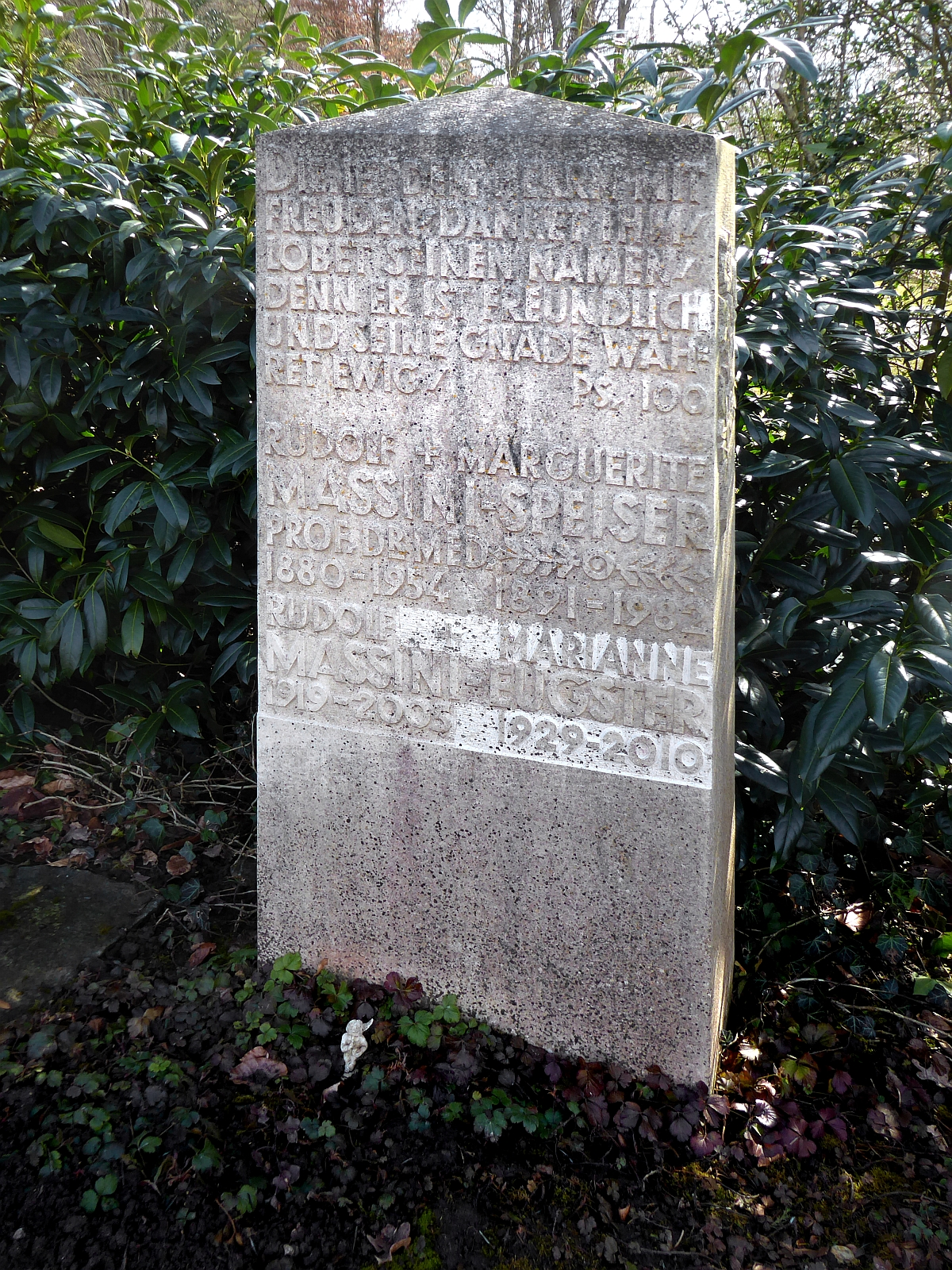
Familiengrab auf dem Friedhof am Hörnli, Riehen, Basel-Stadt

Rudolf Friedrich Massini der Jüngere (* 4. Oktober 1880 in Basel; † 31. Mai 1954 ebenda) war ein Schweizer Internist und Professor.
Massini war Sohn des Mediziners und Armeearztes Rudolf Massini und dessen Ehefrau Louise Meyenrock. Wie auch sein Vater war er am Bürgerhospital in Basel tätig, dort als Leiter der Abteilung für Infektionskrankheiten, und lehrte an der Medizinischen Fakultät der Universität Basel das Fach Innere Medizin, von 1921 bis 1950 als ausserordentlicher Professor. Gemeinsam mit Max Lüdin und Hans Staub leitete er 1947 auch die medizinischen Untersuchungen im Fall Mirin Dajo.
Er war verheiratet mit Marguerite Speiser. Sein Bruder Max (1885–1962) war ebenfalls Mediziner in Basel.